# Carl af Burén
Carl Hjalmar Pontus af Burén, född 14 februari 1861 i Ekeby församling, Östergötlands län, död 27 november 1937 i Hedvig Eleonora församling, Stockholms stad, var en svensk bruksägare och riksdagspolitiker. Han var son till Pontus af Burén.

## Biografi
af Burén föddes 1861 på Boxholms säteri i Ekeby församling. Han var son till Pontus af Burén och Amalia Key. af Burén avlade mogenhetsexamen 1881 och var nämndeman i Göstrings härad 1895–1904.
Burén var disponent vid aktiebolaget Flemminge Järnverk. Som politiker var han ledamot av riksdagens andra kammare 1903–1907, invald i Lysings och Göstrings domsagas valkrets.

### Familj
af Burén gifte sig 24 maj 1886 i Hedvig Eleonora församling, Stockholm med Hedvig Sofia Louise Sjögreen (1866–1921). Hon var dotter till kanslirådet Otto August Sjögreen och Matilda Sofia Burén. De fick tillsammans Alice af Burén (1887–1967) som var gift med kaptenen Knut Hjalmar Napoleon Mörner af Morlanda, Allan af Burén (1889–1892) och direktören Peter Carl af Burén (1892–1965).